# Waldemar Reeder
Waldemar Reeder (* 25. Januar 1893 in Poppenbüll; † 13. August 1950) war ein friesischer Minderheitenpolitiker (SSW) in Schleswig-Holstein.

## Leben und Beruf
Waldemar Reeder stammte aus einer nationalfriesisch orientierten Familie. Sein Vater Nikolai war Landrat im Kreis Eiderstedt gewesen. Er selbst studierte nach der Schule Landwirtschaft in den Niederlanden und in Großbritannien. Anschließend bewirtschaftete er einen Hof in seiner Heimatgemeinde Poppenbüll. Er war nach dem Zweiten Weltkrieg Kreisjägermeister und Vorsitzender der Bauernkammer im Kreis Eiderstedt. 1948 gehörte er zu den Mitbegründern des Nordfriisk Instituut.

## Abgeordneter
Reeder war von 1949 bis zu seinem Tode Mitglied des Kreisausschusses im Kreis Eiderstedt. Er wurde bei der Landtagswahl am 9. Juli 1950 in den Landtag Schleswig-Holstein gewählt. Er starb jedoch bereits am 13. August desselben Jahres, nur sechs Tage nach der Konstituierung des Landtages.